# 索斯泰娜·莫格纳拉-塔鲁姆
索斯泰娜·莫格纳拉-塔鲁姆（德語：Sosthene Moguenara-Taroum，1989年10月17日—），德国女子田径运动员，2015年欧洲室内田径锦标赛女子跳远银牌得主、2018年世界室内田径锦标赛女子跳远铜牌得主。